# Oithona fonsecae
Oithona fonsecae is een eenoogkreeftjessoort uit de familie van de Oithonidae. De wetenschappelijke naam van de soort is voor het eerst geldig gepubliceerd in 1980 door Ferrari F.D. & Bowman.